# Engelsk knob
Et engelsk knob eller fiskerknob bruges til at samle to ender på et stykke snor. Knobet er især nyttigt til fremstilling af armbånd og halskæder, da det gør størrelsen justerbar.
Knobet bindes ved, at man binder den ene ende fast et stykke under den anden ende med en almindelig knude, og derefter binder den løse ende fast et stykke under den første knude. 
Ved brug til smykkefremstilling dannes der en løkke på hvilken vedhænget sidder. Hiver man i knuderne, vil løkken blive mindre, og hiver man i snorene, bliver knuderne samlet, og løkken bliver større.